# Přestavlky u Přerova
Přestavlky (deutsch Pschestawilk, früher Przestawelk) ist eine Gemeinde in Tschechien. Sie liegt acht Kilometer südlich von Přerov und gehört zum Okres Přerov.

## Geographie
Přestavlky befindet sich am westlichen Abfall der Podbeskydská pahorkatina (Vorbeskidenhügelland) zur Obermährischen Senke (Hornomoravský úval). Nördlich erhebt sich die Robotňa (283 m), im Nordosten die Vranice (332 m) sowie südöstlich der Holý kopec (360 m). Anderthalb Kilometer westlich endet derzeit die Autobahn D 1. Gegen Nordosten erstreckt sich das Waldgebiet Přestavlcký les.
Nachbarorte sind Horní Moštěnice und Dobrčice im Norden, Beňov, Čechy, Marianín und Líšná im Nordosten, Karlovice und Kostelec u Holešova im Südosten, Stará Ves im Süden, Žalkovice und Říkovice im Südwesten, Polňák, Kanovsko und Vlkoš im Westen sowie Věžky, Záhatí und Bochoř im Nordwesten.

## Geschichte
Die erste schriftliche Erwähnung von Přestavlky erfolgte 1264, als der Prerauer Burggraf Smil von Zbraslav und Střílky seine Hälfte des Dorfes dem von ihm gegründeten Kloster Smilheim schenkte. Besitzer des anderen Teils waren die Vladiken von Přestavlky. Diese überließen 1347 ihren Anteil dem Vladiken Jakub von Dobrčice. Ab 1448 gehörte das gesamte Dorf den Rzikowsky von Dobrzicz (Říkovský von Dobrčice), die auch das Prädikat von Přestavlk verwendeten. Der erste gesicherte schriftliche Nachweis über die Feste datiert von 1531 als Besitz des Vít Říkovský von Dobrčice. Wahrscheinlich entstand sie im 14. Jahrhundert auf dem Platz, wo bereits im 10. Jahrhundert eine frühmittelalterliche Burganlage gestanden war. Nach anderer Darstellung soll diese Feste ein Vorgängerbau des Schlosses gewesen sein und ihre Gemäuer im Ostflügel des Schlosses erhalten sein. Als 1643 das Heer Lennart Torstenssons bei Horní Moštěnice lagerte, wurde die Švédské šance zu einer Vorbefestigung der Schweden ausgebaut; aus dieser Zeit stammt auch der heutige Name der Anhöhe. Der Přestavlker Zweig der Říkovský erlosch 1653. Die während des Dreißigjährigen Krieges zerstörte Feste wurde letztmals 1676 erwähnt. Im Jahre 1683 kaufte Ferdinand Graf von Magnis das Gut für 24.000 Gulden. Bis zur Mitte des 19. Jahrhunderts war Přestavlky immer ein selbständiges Gut.
Nach der Aufhebung der Patrimonialherrschaften bildete Přestavlky / Przestawelk ab 1850 eine Gemeinde in der Bezirkshauptmannschaft Kremsier. 1863 verkauften die Grafen Magnis das Schloss an den Olmützer Erzbischof Friedrich Egon von Fürstenberg, der darin ein Ursulinenkloster errichten ließ. Die Schwestern richteten im Schloss eine deutsche Mädchenschule ein. Seit 1880 gehört die Gemeinde zum Bezirk Prerau. Im Jahre 1908 entstand anstelle der Mädchenschule eine tschechische Bürgerschule. Am 8. Juli 2000 richtete ein F1-Tornado in Přestavlky beträchtliche Schäden an. Ethnographisch gehört das Dorf zur Hanna.

## Wappen
Seit 1997 führt die Gemeinde ein Wappen und Banner. Sie wurden vom Olmützer Heraldiker Jiří Louda entworfen. Der Panzerarm und der Morgenstern sind dem Wappen der Rzikowsky von Dobrzicz entlehnt.

## Ortsgliederung
Für die Gemeinde Přestavlky sind keine Ortsteile ausgewiesen.

## Sehenswürdigkeiten

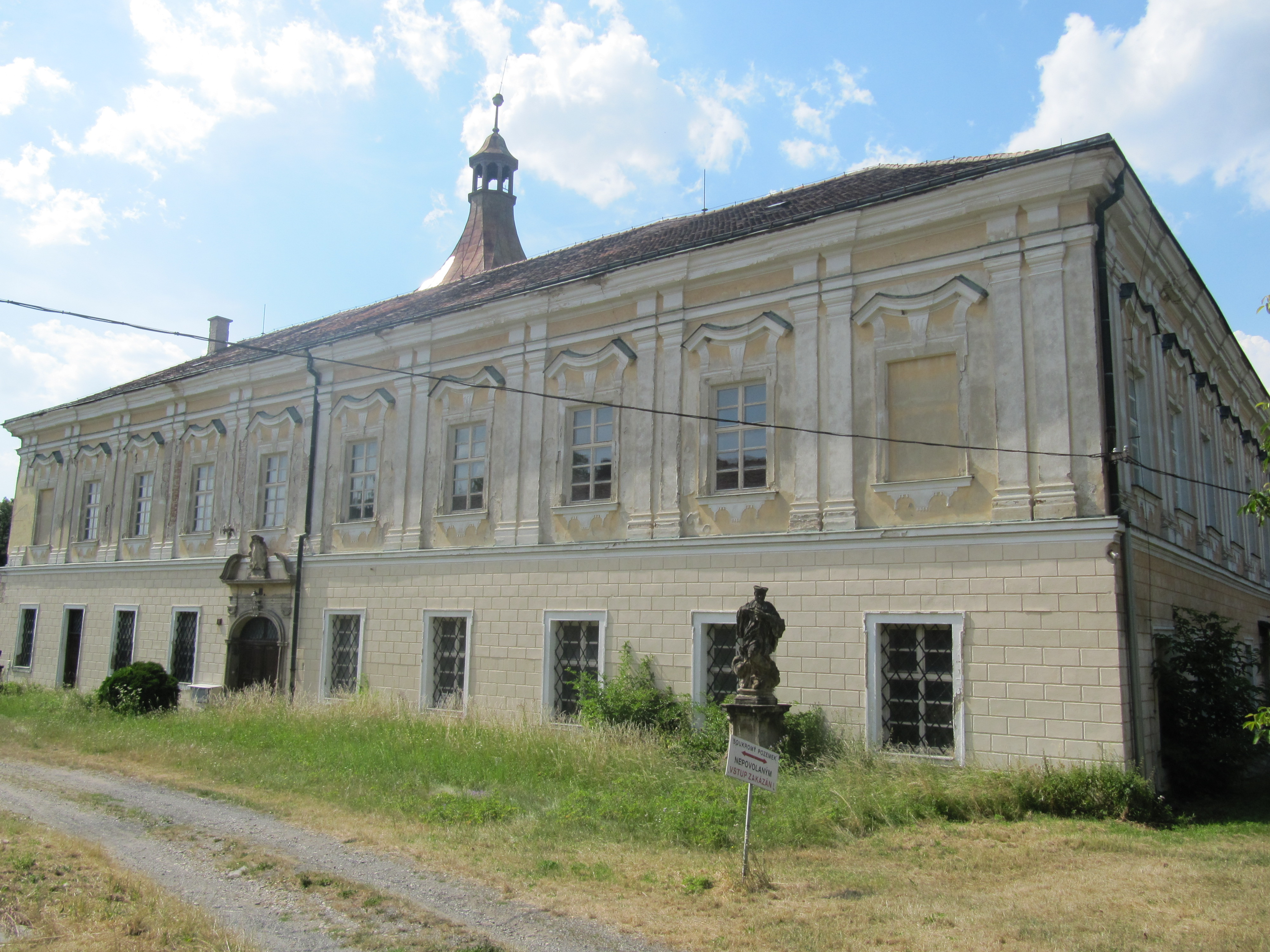
Schloss Přestavlky

- Schloss PřestavlkySchloss Přestavlky: Der eingeschossige vierflügelige Bau mit rechteckigem Innenhof und einem viereckigen Turm über dem Hauptportal mit dem Allianzwappen der Grafen von Magnis und Liechtenstein-Kastelkorn soll 1760 für Anton Alexander von Magnis errichtet worden sein. Die Bandverzierungen des Portals deuten darauf hin, dass der Bau möglicherweise bereits im Jahre 1730 entstanden ist. Im Ostflügel befindet sich die elliptische Kapelle Mariä Himmelfahrt aus der Mitte des 18. Jahrhunderts. Umgeben wird das Bauwerk von einem im 19. Jahrhundert angelegten Landschaftspark, in dem sich eine künstliche Grotte mit der Statue der Maria von Lourdes befindet. Das Schloss ist heute in Privatbesitz und steht zum Verkauf.
- Statue des hl. Johannes von Nepomuk aus dem Jahre 1722, vor dem Schloss
- Statue des hl. Vinzenz von Paul aus dem 18. Jahrhundert, vor dem Schloss, sie ist im Chronogramm mit 1774 und am rückseitigen Sims mit 1793 datiert.
- Wüste Feste Švédské šance (Schwedenschanze) aus dem 10. Jahrhundert auf der Anhöhe 200 m östlich des Schlosses, erhalten sind Reste von Wällen und Gräben
- Gedenkstein aus dem Jahre 1938, nordwestlich des Dorfes, der aus Travertin hergestellte Stein erinnert an den 20. Jahrestag der Gründung der Tschechoslowakei, den 90. Jahrestag der Abschaffung der Frondienste, die Bodenreform von 1924 bis 1925 und die Flurbereinigung von 1930
- Denkmal für die Opfer des Ersten Weltkrieges, errichtet 1922 im Unterdorf neben der Schule. Er wurde 1985 auf den Dorfanger U prádla im Oberdorf versetzt.
- Steinernes Kreuz am unteren Dorfanger, errichtet 1861
- Holý kopec, auf dem Hügel befindet sich seit den 1960er Jahren ein markanter Richtfunkturm